# Gonactiniidae
Gonactiniidae is een familie uit de orde van de zeeanemonen (Actiniaria). De familie is voor het eerst wetenschappelijk beschreven door Carlgren in 1893. De familie omvat 2 geslachten en 2 soorten.

## Geslachten
- Gonactinia Sars, 1851
- Protanthea Carlgren, 1891